# Cordilura carbonaria
Cordilura carbonaria är en tvåvingeart som först beskrevs av Walker 1849.  Cordilura carbonaria ingår i släktet Cordilura och familjen kolvflugor. Inga underarter finns listade i Catalogue of Life.